# Jahmesz-ankh
Jahmesz-Ankh (vagy Amószisz-Ankh, „Jahmesz él”) az ókori egyiptomi XVIII. dinasztia hercege, I. Jahmesz fáraó és nővér-felesége, Ahmesz-Nofertari elsőszülött fia. Kijelölt trónörökös volt, végül azonban hamarabb halt meg, mint a fáraó, és így öccse, Amenhotep lett a következő fáraó.
Nevében a Jahmesz név kártusban található, ami azt jelenti, apjára, az uralkodóra utal; a név így egyike az ebben a korban már ritka bazilofór (a király nevét magába foglaló) neveknek.
Egy sztélé, melyen szüleivel együtt ábrázolják, ma a Luxori Múzeumban található.